# Angelika Strahser
Angelika Strahser (* 1982 in Graz) ist eine österreichische Schauspielerin.

## Leben
Angelika Strahser stand mit neun Jahren in Deutschlandsberg erstmals auf der Bühne, später spielte sie am Grazer Theater am Ortweinplatz (TaO!). Nach der Matura studierte sie Rechtswissenschaften an der Universität Graz und der Università degli Studi di Milano-Bicocca, das Studium schloss sie 2008 mit der Diplomarbeit zum Thema Feminae remotae sunt – Geschlechter(un)gleichheit im öffentlichen römischen Recht – Tratitionen und Einbrüche als Magistra ab. Nach dem Jus-Studium absolvierte sie das Gerichtsjahr, parallel dazu begann sie 2008 eine Schauspielausbildung an der Schauspielakademie Elfriede Ott, diese schloss sie 2010 mit Auszeichnung ab. Seit 2011 leitet sie an der Schauspielakademie die Kinder- und Jugendtheatergruppen.
Bei den Sommerfestspielen auf Burg Liechtenstein stand sie 2012 als Sali in Umsonst! auf der Bühne. In „Ich will! Das Leben der Bertha von Suttner“ von Michaela Ehrenstein verkörperte sie die Rolle der Marie von Suttner, in „Hairschoftszeiten“ spielte sie die Rolle der Gabriele Sophie. Ihr Kinodebüt gab sie im Kinofilm Superwelt, wo sie 2015 die Rolle der Sabine Kovanda, die Filmtochter der von Ulrike Beimpold dargestellten Gabi Kovanda, verkörperte. Unter der Regie von Gernot Haas debütierte sie als Volksschulbube Knut mit dem Kabarettprogramm Alles wird Knut als Finalistin beim Grazer Kleinkunstvogel, mit dem Programm ging sie 2015 beim Wiener Kabarettfestival als Gewinnerin der Talenteshow hervor. 2017 stand sie für Dreharbeiten zum ORF-Landkrimi Der Tote im See sowie für die Tatort-Folge Die Faust vor der Kamera, außerdem für die ServusTV-Fernsehserie Trakehnerblut.

## Filmografie (Auswahl)
- 2013: Genau so geht’s!
- 2014: Universum History – Prinz Eugen und das Osmanische Reich – Mehr als nur Feinde (Fernsehserie)
- 2014: Die Detektive (Fernsehserie)
- 2014: SOKO Donau/SOKO Wien – Daddy Cool (Fernsehserie)
- 2015: Superwelt
- 2015: SOKO Donau/SOKO Wien – Briefe einer Toten (Fernsehserie)
- 2016: SOKO Kitzbühel – 15 Minuten (Fernsehserie)
- 2016: Pregau – Kein Weg zurück – Die Erpressung (Fernsehserie)
- 2016: Mein Fleisch und Blut (Kinofilm)
- 2017: Schnell ermittelt – Knut Holm (Fernsehserie)
- 2017: Für dich dreh ich die Zeit zurück (Fernsehfilm)
- 2017: Life Guidance (Kinofilm)
- 2017: Trakehnerblut (Fernsehserie)
- 2018: Tatort: Die Faust (Fernsehreihe)
- 2018: Landkrimi – Der Tote im See (Fernsehreihe)
- 2018: Der Trafikant (Kinofilm)
- 2018: Stadtkomödie – Geschenkt (Fernsehreihe)
- 2019: SOKO Donau – Auf der Flucht (Fernsehserie)
- 2019: Der beste Papa der Welt (Fernsehfilm)
- 2019: Balanceakt (Fernsehfilm)
- 2019: Die Toten von Salzburg – Wolf im Schafspelz (Fernsehreihe)
- 2019: Stadtkomödie – Der Fall der Gerti B. (Fernsehreihe)
- 2019: Südpol (Fernsehfilm)
- 2020: Walking on Sunshine (Fernsehserie)
- 2020: SOKO Kitzbühel – Stalker (Fernsehserie)
- 2020: Fuchs im Bau (Kinofilm)
- 2020: Blind ermittelt – Zerstörte Träume (Fernsehreihe)
- 2021: Spuren des Bösen: Schuld (Fernsehreihe)
- 2021: Klammer – Chasing the Line
- 2021: Todesurteil – Nemez und Sneijder ermitteln (Fernsehreihe)
- 2021: Dahoam is Dahoam
- 2022: Euer Ehren (Fernsehserie)
- 2022: SOKO Linz – Kältestarre (Fernsehserie)
- 2022: SOKO Donau/SOKO Wien – Kreuzmordrätsel (Fernsehserie)
- 2022: Weber & Breitfuß – Beim Film (Fernsehserie)
- 2023: Hals über Kopf (Kinofilm)
- 2024: Eigentlich sollten wir (Fernsehfilm)
- 2025: Wiener Blut – Berggericht (Fernsehreihe)
- 2025: Drunter und Drüber – Chaos auf dem Friedhof (Fernsehserie)